# Özlem Cekic
Özlem Sara Cekic (tyrk. Çekiç, født 7. maj 1976 i Ankara, Tyrkiet) er en dansk-kurdisk forhenværende politiker og nuværende generalsekretær i Brobyggerne. Desuden virker hun som rådgiver, foredragsholder, debattør og forfatter. Fra 13. november 2007 til 18. juni 2015 var hun medlem af Folketinget for Socialistisk Folkeparti (SF). Hun var opstillet i Østerbrokredsen og Bispebjergkredsen (Københavns Storkreds) ved folketingsvalget i 2011.

## Baggrund
Cekic er oprindeligt kurder født i Ankara, men flyttede efter en periode i forskellige lande, bl.a. Finland, til Danmark som 10-årig. Hun voksede op på Vesterbro og var den første i sin familie, der fik en uddannelse. Hun blev student fra Rysensteen Gymnasium i 1996 og uddannede sig til sygeplejerske i 2000.
Cekic arbejdede frem til 2007 på Rigshospitalets neopædiatriske afdeling. Tidligere har hun arbejdet indenfor psykiatrien, bl.a. ved distriktspsykiatrien med traumatiserede flygtninge og indvandrere, Sankt Hans Hospital 2006-2007 med stofmisbrugere på gadeplan og på børne- og ungdomspsykiatrisk afdeling ved Bispebjerg Hospital fra 2000 til 2004.
Cekic var i perioden 2003-2007 medlem af bestyrelsen i Dansk Sygeplejeråd, hvor hun var det første medlem med minoritetsbaggrund. Det var i samme periode, at hun tog initiativ til Mangfoldighedsnetværket, som havde til formål at tale højt om den diskrimination, som danskere med anden etnisk baggrund oplevede i sundhedsvæsenet.
Hun blev gift som 20-årig, men brød efter seks år ud af dette arrangerede ægteskab og blev skilt fra sin tyrkiske mand, med hvem hun på skilsmissetidspunktet havde en tre-årig søn.  Hun blev igen gift d. 12. august 2006, denne gang med en kurdisk mand, som hun selv havde valgt, og som hun i oktober 2007 fik en datter med.
Cekic er muslim, men har udtalt, at hun mener, man bør adskille religion og politik.
Sideløbende med sin folketingskarriere har Cekic hjulpet minoritetsfamilier ved deltagelse i forældremøder og som tolk for forældre.

## Politisk karriere
Cekic meldte sig ind i SF efter folketingsvalget i 2001.
Hun blev første gang folketingskandidat i 2005.
Det var for Bispebjergkredsen, hvor hun ved Folketingsvalget 2005 fik 168 personlige stemmer, svarende til næstflest stemmer efter Anne Grete Holmsgaards 177 personlige stemmer. Ved Folketingsvalget 2007 fik Cekic 4533 stemmer og blev valgt ind for første gang. Ved Folketingsvalget 2011 fik Cekic 5383 personlige stemmer. Ved Folketingsvalget 2015 fik Cekic 6542 personlige stemmer. Ved Folketingsvalget 2015 fik Cekic næstflest stemmer i SF, men da partiet mistede 9 mandater i forhold til sidste valg, røg hendes mandat.
Sammen med Yildiz Akdogan var Cekic blandt de første kvindelige politikere med indvandrerbaggrund, der i 2007 blev valgt ind i Folketinget.
Cekic er tidligere sundhedsordfører, psykiatriordfører, medieordfører og ligestillingsordfører, boligordfører, idrætsordfører, kulturordfører, socialordfører og udviklingsordfører. Medlem af Kulturudvalget 2014-2015, Ligestillingsudvalget 2013-2015 og 2011-2012, Udenrigsudvalget 2013-2015, Sundheds- og Forebyggelsesudvalget 2011-2015, Udvalget vedrørende Det Etiske Råd 2011-2015 og Tilsynet i henhold til grundlovens § 71 2007-2015. Medlem af den danske delegation til Europarådets Parlamentariske Forsamling 2013-2015. Medlem af By- og Boligudvalget 2011-13 og Socialudvalget 2007-2012 (formand 2011-2012).
I 2011 gjorde Cekic sig bemærket i den offentlige debat om fattigdom i Danmark. Som reaktion på en kommentar af MF Joachim B. Olsen om, at der ikke er fattigdom i Danmark, fremdrog hun den anonyme kontanthjælpsmodtager "Carina", der skulle agere eksempel på en fattig. Imidlertid viste det sig, at "Carina" og hendes søn havde knap 16.000 kr. efter skat, inklusive boligsikring, mv. Fra mange sider blev valget af casen kritiseret, idet man ikke fandt, at "Carina" kvalificerede sig som rigtig fattig. Også internt i SF var der utilfredshed med håndteringen, men hun fik dog lov til at beholde sit ordførerskab.
I SF befandt Cekic sig på den socialistiske fløj ("folkesocialisterne") i opposition til højrefløjen, de såkaldte arbejderister, der på daværende tidspunkt havde magten i partiet.
Den 29. juni 2012 mistede Cekic alle sine ordførerskaber, da hun nægtede at stemme for regeringens skatteaftale. Ifølge Cekic blev hun straffet hårdt for at stå ved din holdning: "Jeg synes, det er dybt skuffende, at SF's forhandlere har valgt at indgå en aftale, der tager fra bunden for at hæve topskattegrænsen." Udover at få frataget sig sine ordførerposter fik Cekic påbud om ikke at tale på vegne af partiet.
Efter at have været uden ordførerskaber i fire måneder fik hun dog sundheds- og psykiatriordførerskaberne tilbage i oktober 2012.
Det var efter, at arbejderisterne havde tabt magten i partiet til SFs nye formand Annette Vilhelmsen.
Ved Folkemødet på Bornholm i 2015 accepterede Cekic at indgå i en debat med formanden for Danskernes Parti, Daniel Carlsen. Debatten blev modereret af Ekstra Bladets chefredaktør Poul Madsen. På mødet fik Cekic bl.a. at vide af Carlsen, at han mente, at hun skulle sendes tilbage til Tyrkiet.
Ved Folketingsvalget i 2015 opstillede Cekic endnu engang til Folketinget. Med den lave tilslutning til SF, var det usikkert, om Cekic ville komme ind, da SF’s formand, Pia Olsen Dyhr, havde skiftet til samme storkreds som Cekic (Københavns Storkreds). Dyhr vandt storkredsens eneste mandat. På trods af, at Cekic med 6.542 personlige stemmer fik næstflest stemmer i partiet og endnu engang gik frem i personlige stemmetal, blev hun ikke genvalgt. Cekic udtalte efterfølgende: "Men min stemme kan ingen tage fra mig. Og den stemme har jeg tænkt mig at bruge”.
Cekic fik efter tiden i Folketinget tilbudt en sikker kreds, men besluttede sig for at takke nej til det, da hun hellere ville bruge tiden på at bygge broer mellem befolkningsgrupper. Det blev også et endegyldigt farvel til partipolitik. Torsdag den 23. marts 2017 meldte Cekic sig ud af SF, efter at partiet havde sagt, at de ville stemme for en nødbremse for bl.a. uledsagede flygtningebørn: ”For mig er det her forslag om, at man vil lukke døren for uledsagede flygtningebørn, simpelthen dråben, der får bægeret til at flyde over. Man vil lukke døren for flygtningebørn. Jeg kan ikke se mig selv i det fællesskab.”
I 2024 blev Özlem Cekic's bror, Cemal Cekic, dømt til udvisning fra Denmark for kriminelle handlinger der involverede voldtægt, narkotikahandel, afpresning og grov vold.

## Forfatterskab
Cekic udgav selvbiografien "Fra Føtex til Folketinget" i marts 2009, hvor hun bl.a. fortalte om ubehagelige møder med en gammel klassekammerat i 2005, som var blevet medlem af Hizb ut-Tahrir, og som forsøgte at presse Cekic til at forlade dansk politik. At hun først senere fortalte om denne sag, begrundede hun med, at Hizb ut-Tahrir langt fra repræsenterer muslimer i Danmark.
I 2013 udgav Cekic børnebogen Ayses pyjamasfest,[15] — den første i serien om Ayses. Der er siden kommet fem andre børnebøger til serien: Ayses røde tørklæde (2014), Ayses ramadan (2014), Ayse og alle de andre (2015), Ayses forelskelse (2016) og Ayses jul (2016).
I august 2017 udgav hun bogen Hvorfor hader han dig, mor? om sine oplevelser som brobygger.
Herudover er hun bidragsyder til bøgerne Min bedstemors historie (2007), Generation kan selv (2010), Menneske først – og hvad så? (2011), Gældsramt – på vej mod gældssanering (2012) og Øjeblikke af frihed (2015).

### Kontrovers om omskæringsnovelle
I januar 2018 kom Cekic i søgelyset, da hun bidrog med en novelle om omskæring af drenge til bogen LæseRaketten, som har folkeskolebørn som målgruppe, og var forudbestilt i 178.000 eksemplarer. Formålet med novellen var ifølge forfatteren at afstigmatisere omskæring, og hjælpe lærere og elever til at tale om omskæring, og om hvorfor nogle drenge ser anderledes ud.
Foreningen Intact, der arbejder for at få omskæring forbudt, har kaldt novellen "ubalanceret" og "faktuel forkert", og kritiseret at Cekic sammenligner et kirurgisk indgreb med Folkekirkens symbolske barnedåb.

## Cekic i medierne
I 2007 var Cekic vært på DR-programmet Mission Integration, hvor hun hjalp unge med indvandrerbaggrund ud på arbejdsmarkedet, samt paneldeltager i kvindetalkshowet Oraklerne [16] I 2014 deltog hun i samtaleprogrammet Livet ud ad Landevejen med Bent Melchior.[17]
Cekic deltager jævnligt i både debatter i tv og radio. Hun er fast paneldeltager i radioprogrammerne Rushys Roulette på Radio24syv samt P4 Panelet og P1 Søndagsfrokosten på DR. Hun er desuden fast klummeskribent for Ekstra Bladet og Politiken.
Cekic er desuden meget aktiv på de sociale medier. På facebook havde Cekic pr. 1. marts 2017 over 75.000 følgere og 11.000 følgere på Twitter.
I 2023 deltog Cekic i sæson 20 af Vild med dans,
hvor hun dansede med den professionelle danser Thomas Evers Poulsen. Parret nåede til semifinalen, hvor de måtte forlade turneringen.

## Brobygger
I tiden som folketingsmedlem og efterfølgende modtog Cekic mange hademails. Efter i længere tid at have slettet hademails tog Cekic, efter anbefaling fra hendes gode ven, fotografen Jacob Holdt, kontakt til menneskene bag hendes hademails. Det er blevet til mange timers dialogkaffe i alle kroge af Danmark, hvor det gik op for Cekic, at man kommer langt med den demokratiske samtale.
Cekic har siden tiden i Folketinget arbejdet med at bygge bro mellem mennesker på tværs af religion, etnicitet, kultur etc. I sommeren 2016 stiftede hun Foreningen Brobyggerne sammen med nogle andre ildsjæle. Siden 2019 har hun været generalsekretær i foreningen.
Som brobygger har Cekic blandt andet besøgt Grimhøjmoskeen flere gange sammen med Bent Melchior. Deres seneste besøg endte ud i en erklæring fra moskeen, hvor de tog afstand fra vold og kvindeundertrykkelse. Efterfølgende har de besøgt andre moskeer samt andre religiøse grupper fra Indre Mission, Pinsekirken, Københavns Synagoge osv.
I 2018 var Cekic inviteret til at give en TED-talk i New York om brobygning.

## Priser
2007
- Venskabspris fra SOS mod Racisme
- »Årets kurder« af den kurdiske præsident Mesut Barzani

2012
- Hædersgaven Vandretæppet fra Landsforeningen af nuværende og tidligere psykiatribrugere

2013
- Ligeværdighedscertifikat fra Videnscenter for Ligeværdighed for sindslidende

2016
- N.F.S. Grundtvigs Pris (sammen med Bent Melchior)

- Hal Koch-prisen (sammen med Foreningen Brobyggerne)
- Ebbe Kløvedal Reichs demokratistafet
- Le Petit-prisen for brobygning mellem befolkningsgrupper
- Æresmedlem af Skizofreniforeningen
- »Årets politiske ildsjæl« fra Landsforeningen mod spiseforstyrrelser